# Chrysobothris helferi
Chrysobothris helferi är en skalbaggsart som beskrevs av Fisher 1942. Chrysobothris helferi ingår i släktet Chrysobothris och familjen praktbaggar. Inga underarter finns listade i Catalogue of Life.